# Formica globiventris
Formica globiventris é uma espécie de formiga do gênero Formica, pertencente à subfamília Formicinae.